# Trichomalus sufflatus
Trichomalus sufflatus är en stekelart som beskrevs av Vittorio Luigi Delucchi 1962. Trichomalus sufflatus ingår i släktet Trichomalus och familjen puppglanssteklar.
Artens utbredningsområde är Marocko. Inga underarter finns listade i Catalogue of Life.